# Cataulacus boltoni
Cataulacus boltoni é uma espécie de formiga do gênero Cataulacus, pertencente à subfamília Myrmicinae.